# Podalonia dispar
Podalonia dispar là một loài côn trùng cánh màng trong họ Sphecidae, thuộc chi Podalonia. Loài này được Taschenberg miêu tả khoa học đầu tiên năm 1869.